# Gorski Vrh
Gorski Vrh je naselje v Občini Tolmin.